# Escuer
Escuer ist ein spanischer Ort in der Provinz Huesca der Autonomen Gemeinschaft Aragonien. Escuer gehört zur Gemeinde Biescas. Das Dorf in den Pyrenäen liegt auf 880 Meter Höhe. Im Jahr 2015 hatte es 35 Einwohner, die alle in Escuer Bajo wohnen.

## Lage
Escuer, das sich aus Escuer Bajo (auch als Escuer Nuevo bezeichnet) und Escuer Alto (auch als Escuer Viejo bezeichnet) zusammensetzt, liegt etwa zwei Kilometer südwestlich von Biescas. 

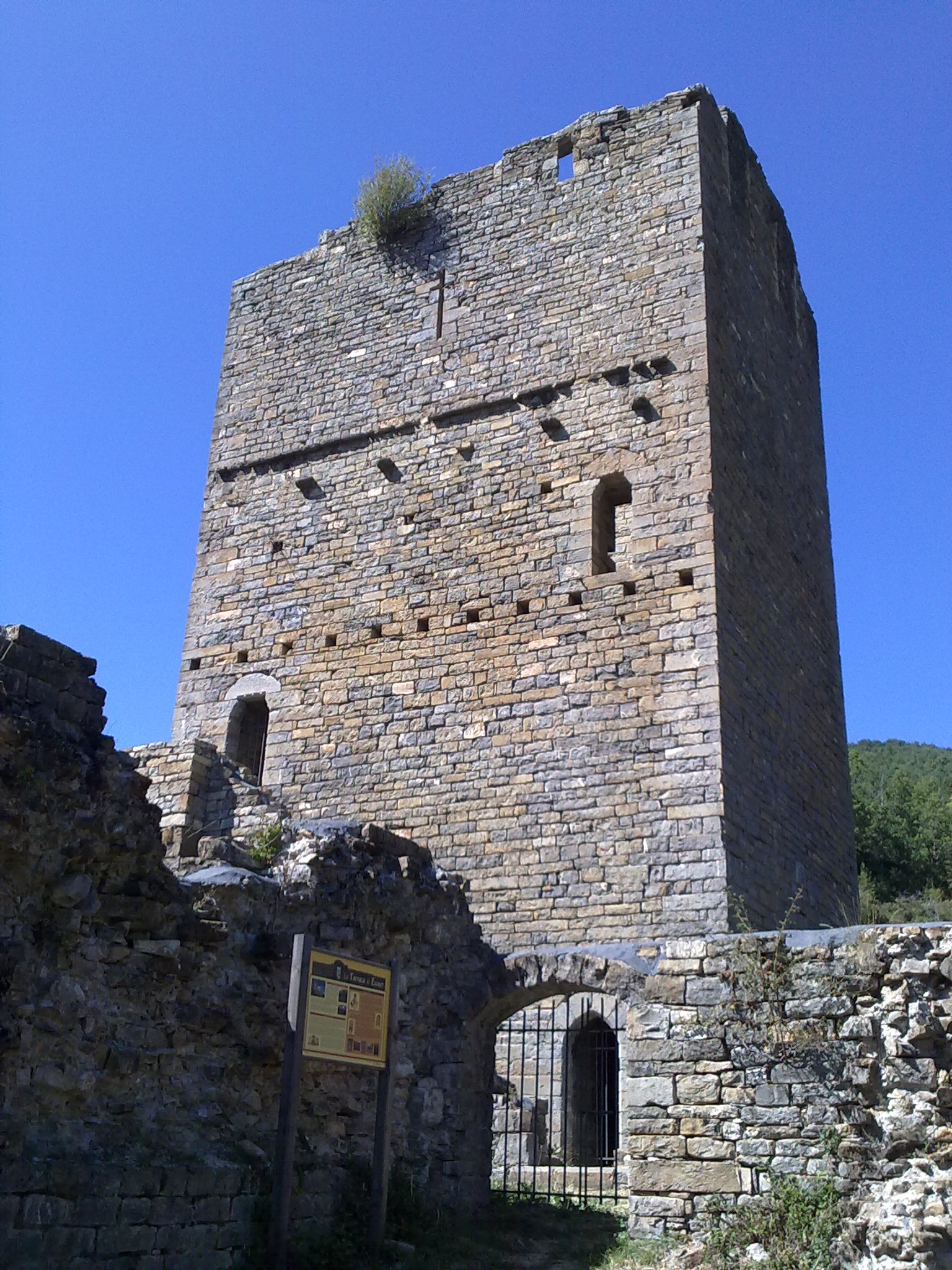
Wehrturm

## Sehenswürdigkeiten
In Escuer Alto:
- Wehrturm, Rest der Burg aus dem 15. Jahrhundert (Bien de Interés Cultural)[1]
- Barocke Pfarrkirche San Bartolomé